# Paul Frankeur
Paul Frankeur, all'anagrafe Paul Louis Frankeur (Parigi, 29 giugno 1905 – Nevers, 26 ottobre 1974), è stato un attore francese.

## Biografia
Prima di diventare attore, Paul Frankeur esercitò i più disparati mestieri, dal venditore ambulante al trasportatore, fino a quando a Saint-Germain-des-Prés, si unì a Jacques Prévert e Maurice Baquet e alla compagnia teatrale indipendente Groupe Octobre. Nel 1940 riprese un suo vecchio numero di cabaret (Les duettistes barbus) con l'attore Yves Deniaud e fu notato dal regista Louis Daquin, che gli offrì il suo primo ruolo cinematografico nel film Vicino al cielo (1941).
Nel dopoguerra la carriera di Frankeur decollò definitivamente ed egli si impose con la sua maschera burbera e generosa in alcuni dei più celebri film francesi, distinguendosi sia nel registro comico con Giorno di festa (1949) di Jacques Tati che in quello drammatico con Teresa Raquin (1953) di Marcel Carné e Grisbì (1954) di Jacques Becker. Lavorò in più di un'occasione sotto la direzione del regista André Cayatte nei film Giustizia è fatta (1950), Siamo tutti assassini (1952), Prima del diluvio (1954), Fascicolo nero (1955) e Occhio per occhio (1957).
Lavorò prevalentemente in ruoli secondari fino a quando il regista Luis Buñuel scoprì la sua vena surreale e lo volle in alcuni dei suoi film più celebri, La via lattea (1969), Il fascino discreto della borghesia (1972) e Il fantasma della libertà (1974), che fu l'ultima apparizione per Frankeur sul grande schermo, prima della morte, avvenuta nel 1974, all'età di 69 anni, per un infarto.

## Filmografia parziale
- Adieu Léonard, regia di Pierre Prévert (1943)
- Amanti perduti (Les Enfants du paradis), regia di Marcel Carné (1945)
- Eroi senza armi (Le Père tranquille), regia di René Clément (1946)
- Ritorna la vita (Retour à la vie), regia di Jean Dréville (1949)
- Giorno di festa (Jour de fête), regia di Jacques Tati (1949)
- Storie straordinarie (Histoires extraordinaires à faire peur ou à faire rire...), regia di Jean Faurez (1949)
- Giustizia è fatta (Justice est faite), regia di André Cayatte (1950)
- Sotto il cielo di Parigi (Sous le ciel de Paris), regia di Julien Duvivier (1951)
- Siamo tutti assassini (Nous sommes tous des assassins), regia di André Cayatte (1952)
- Teresa Raquin (Thérèse Raquin), regia di Marcel Carné (1953)
- Prima del diluvio (Avant le déluge), regia di André Cayatte (1954)
- Grisbì (Touchez pas au grisbi), regia di Jacques Becker (1954)
- Nanà (Nana), regia di Christian-Jaque (1955)
- La grande razzia (Razzia sur la chnouf), regia di Henri Decoin (1955)
- Fascicolo nero (Dossier noir), regia di André Cayatte (1955)
- Sono un sentimentale, regia di John Berry (1955)
- Sangue alla testa (Le Sang à la tête), regia di Gilles Grangier (1956)
- Appuntamento al Km. 424 (Des gens sans importance), regia di Henri Verneuil (1956)
- Il dado è tratto (Le rouge est mis), regia di Gilles Grangier (1957)
- Occhio per occhio (Oeil pour oeil), regia di André Cayatte (1957)
- Les Copains du dimanche, regia di Henri Aisner (1958)
- Il vizio e la notte (Le Désordre et la nuit), regia di Gilles Grangier (1958)
- La belva scatenata (Le Fauve est lâché), regia di Maurice Labro (1959)
- Archimede le clochard, regia di Gilles Grangier (1959)
- Maigret e il caso Saint-Fiacre (Maigret et l'affaire Saint-Fiacre), regia di Jean Delannoy (1959)
- Mio figlio (Rue des Prairies), regia di Denys de La Patellière (1959)
- Sexy Girl (Voulez-vous danser avec moi), regia di Michel Boisrond (1959)
- Marie-Octobre, regia di Julien Duvivier (1959)
- La viaccia, regia di Mauro Bolognini (1961)
- Quando torna l'inverno (Un Singe en hiver), regia di Henri Verneuil (1962)
- Il re delle corse (Le Gentleman d'Epsom), regia di Gilles Grangier (1962)
- Maigret e i gangsters (Maigret voit rouge), regia di Jean Delannoy (1963)
- Nick Carter non perdona (Nick Carter va tout casser), regia di Henri Decoin (1964)
- Matrimonio alla francese (Le Tonnerre de Dieu), regia di Denys de La Patellière (1965)
- La lunga marcia (La Longue marche), regia di Alexandre Astruc (1966)
- Il ladro della Gioconda (On a volé la Joconde), regia di Michel Deville (1966)
- Tutte le ore feriscono... l'ultima uccide (Le Deuxième souffle), regia di Jean-Pierre Melville (1966)
- La via lattea (La Voie lactée), regia di Luis Buñuel (1969)
- Mio zio Beniamino, l'uomo dal mantello rosso (Mon oncle Benjamin), regia di Édouard Molinaro (1969)
- Il fascino discreto della borghesia (Le Charme discret de la bourgeoisie), regia di Luis Bunuel (1972)
- Il fantasma della libertà (Le Fantôme de la liberté), regia di Luis Bunuel (1974)

## Doppiatori italiani
- Bruno Persa in Archimede le clochard, Sexy Girl, Quando torna l'inverno, Il ladro della Gioconda
- Mario Besesti in Teresa Raquin, Sono un sentimentale
- Nino Pavese in Giorno di festa
- Amilcare Pettinelli in Grisbì
- Carlo Romano in Fascicolo nero
- Olinto Cristina in Il dado è tratto
- Giorgio Capecchi in La viaccia
- Alfredo Censi in La via lattea
- Ferruccio Amendola in Amanti perduti (ridoppiaggio)